# Залізний тест
«Залізний тест» (англ. The Iron Test) — американський багатосерійний пригодницький бойовик режисера Роберта Н. Бредбері 1918 року.

## У ролях
- Антоніо Морено — Альберт Бересфорд
- Керол Голлувей — Едіт Пейдж
- Барні Ф'юрі — Льюїс Крейвен
- Чет Раян — Пескі Флінн
- Френк Джонассон — Морган Дженкінс
- Джек Гоксі
- Чарльз Річ
- Ніл Гарт
- Кейт Прайс